# Pilar Bayer
Pour les articles homonymes, voir Bayer.
Pilar Bayer Isant, née le 13 février 1946 à Barcelone, est une mathématicienne et universitaire espagnole, spécialisée dans la théorie des nombres. Elle est professeure émérite à la faculté de mathématiques et d'informatique de l'université de Barcelone.

## Biographie
Pilar Bayer est professeure de piano, diplômée du conservatoire municipal de musique de Barcelone en 1967. Elle obtient sa licence à l'université de Barcelone en 1968 et soutient une thèse de doctorat en 1975, intitulée Extensiones maximales de un cuerpo global en las que un diviseur primo descompone completamente, sous la direction de Rafael Mallol Balmaña et de Jürgen Neukirch Elle a été l'une des deux premières femmes docteures de cette université. 
Elle est ensuite assistante à l'université de Ratisbonne de 1977 à 1980, puis travaille à l'université de Santander et à l'université autonome de Barcelone. Elle enseigne à la faculté de mathématiques de l'université de Barcelone de 1982 jusqu'à sa retraite académique en 2016.

## Activités de recherche et éditoriales
Elle publie avec Montserrat Alsina Quaternion Orders, Quadratic Forms et Shimura Curves en 2004. Les recherches développées dans ce livre concernent, outre l'algèbre de quaternions, les ordres d'Eichler (en), les formes quadratiques et les courbes de Shimura, des travaux sur les formes automorphes, les équations diophantiennes, les courbes elliptiques et modulaires, et les fonctions zêta. 
Elle publie en 2012, avec Jordi Guàrdia et Artur Travesa, Arrels germàniques de la matemàtica contemporània: amb una antologia de textos matemàtics de 1850 a 1950, une anthologie de textes représentatifs de l'histoire des mathématiques en Allemagne depuis le milieu du XIXe siècle jusqu'au milieu du XXe siècle.

## Hommages et distinctions
- 1997 : prix Narcís-Monturiol de la Généralité de Catalogne[5].
- 2004 : professeure invitée Emmy Noether à l'université de Göttingen[7].
- Elle est membre de l'Académie royale des sciences exactes, physiques et naturelles, de la Reial Acadèmia Europea de Doctors (ca), de l'Académie royale des sciences et des arts de Barcelone et de l'Institut d'Estudis Catalans[5].
- 2013 : prix de la critique de la Serra d'Or pour son livre Arrels germàniques de la matemàtica contemporània: amb una antologia de textos matemàtics de 1850 a 1950[6].
- 2016 : en l'honneur de son 70e anniversaire, l'université de Barcelone publie une édition en deux volumes de ses œuvres[8].
- 2022 : Médaille de la Société royale mathématique espagnole[9].